# 正義的進擊
《正義的進擊》（韓語：정의의 진격）是一部關於韓戰的兩集韓語紀錄片，於1951年和1952年上映。本片由韓國國防部政訓局製作，韓瀅模執導。本片具有重要的歷史意義，是此時期韓國紀錄片的傑出典範。
韓戰爆發時，韓瀅模正在木浦拍攝另一部電影，他抓起相機和膠卷，製作了一個國防部記者的臂章，前去拍攝這場戰爭。直到後來韓瀅模才真正獲得國防部的許可代表該部工作。本片記錄了朝鮮半島各地的戰事，還包括了朝鮮人民軍留下的以及來自聯合國軍的鏡頭。

## 外部連結
- YouTube上的[영상자료 6.25 전쟁 실제 전투영상 다큐멘터리│정의의 진격 1부 (1951)]: 《正義的進擊1》
- YouTube上的[실제영상 6.25 전쟁 실제 전투영상 다큐멘터리│정의의 진격 2부 (1952)]: 《正義的進擊2》